# Komarowski (Orenburg)
Komarowski (russisch Комаро́вский) ist eine geschlossene Siedlung in der Oblast Orenburg (Russland) mit 8064 Einwohnern (Stand 14. Oktober 2010).

## Geographie
Die Siedlung liegt etwa 350 km Luftlinie ostsüdöstlich des Oblastverwaltungszentrums Orenburg und knapp 25 km von der Staatsgrenze zu Kasachstan entfernt, unmittelbar südlich an das Territorium der Kleinstadt Jasny anschließend. Als „geschlossenes administrativ-territoriales Gebilde“ (SATO) bildet die Siedlung einen eigenständigen Stadtkreis (gorodskoi okrug), der vollständig von Gebiet des Rajons Jasnenski umschlossen ist.

## Geschichte
Der Ort entstand als Militärsiedlung bei einem Stützpunkt der Strategischen Raketentruppen der Sowjetunion als Teil der Stadt Jasny ab 1962. 1972 wurde es eigenständige, geheime Siedlung städtischen Typs und trug zunächst den Decknamen Dombarowski-3 nach der knapp 40 km südwestlich gelegenen Siedlung Dombarowski. 1994 erhielt der Ort unter dem heutigen Namen, zu Ehren des 1967 mit Sojus 1 in der Oblast Orenburg, gut 40 km nordwestlich des Ortes verunglückten Kosmonauten Wladimir Komarow, den Status einer „geschlossenen“, aber nicht mehr geheimen Siedlung städtischen Typs. Seit 2011 ist Komarowski ländliche Siedlung.

### Bevölkerungsentwicklung
| Jahr | Einwohner |
| ---- | --------- |
| 2002 | 8344      |
| 2010 | 8064      |

Anmerkung: Volkszählungsdaten

## Wirtschaft und Verkehr
Ortsbildend ist der Stützpunkt Dombarowski der Strategischen Raketentruppen (RWSN) der russischen Streitkräfte mit 30 westlich und nördlich der Siedlung verteilten Raketensilos für R-36M-Interkontinentalraketen. Der Stützpunkt wird unter der Bezeichnung Kosmodrom Jasny auch kommerziell genutzt. Das Kosmodrom liegt etwa 7 km nördlich von Jasny und Komarowski.
Zusammen mit der Stadt Jasny hat Komarowski Straßen- und Eisenbahnanschluss (Station Gorny Ljon, Endpunkt einer Nebenstrecke 4 km südöstlich) in Richtung der knapp 100 km westlich gelegenen Großstadt Orsk.